# Ute Mons
Ute Friederike Mons (geb. 1981) ist eine deutsche Soziologin, Gesundheitswissenschaftlerin und Hochschullehrerin. Sie lehrt als Professorin für Kardiovaskuläre Epidemiologie des Alterns am Universitätsklinikum Köln der Universität zu Köln.

## Werdegang
Mons absolvierte von 2000 bis 2007 ein Studium der Volkswirtschaftslehre und der Soziologie an der Universität Heidelberg. Anschließend arbeitete sie als Wissenschaftliche Mitarbeiterin am Deutschen Krebsforschungszentrum (DKFZ) in Heidelberg. Im Jahr 2013 wurde Mons an der Medizinischen Fakultät der Universität Heidelberg im Fach Epidemiologie promoviert. Ihre Dissertation thematisierte die Evaluation der Gesetzgebung zum Nichtraucherschutz in der Bundesrepublik und wurde mit der höchsten Auszeichnung summa cum laude bewertet. Bis 2016 war Mons dann als Wissenschaftliche Mitarbeiterin in der Abteilung Klinische Epidemiologie und Alternsforschung des DKFZ tätig. Hier leitete sie Projekte zur Erforschung der Epidemiologie chronischer Erkrankungen mit einem Schwerpunkt auf Erkrankungen des mittleren und höheren Erwachsenenalters. In ihrer Forschung legte Mons einen besonderen Fokus gesundheitsrelevantes Verhalten sowie auf die Rolle von Prävention.
Mons übernahm im Jahr 2016 die Leitung der Stabsstelle Krebsprävention am DKFZ von Martina Pötschke-Langer. Die Stabsstelle Krebsprävention existiert seit 1997 und befasst sich schwerpunktmäßig mit den Themenfeldern Tabakrauchen und Tabaksucht. Pötschke-Langer hatte die Stabsstelle Krebsprävention mit aufgebaut und 19 Jahre lang geleitet. Im Gegensatz zu ihrer Vorgängerin gestand Mons den E-Zigaretten als Alternativen zum Zigarettenrauchen einen Stellenwert bei der Raucherentwöhnung zu. Mons legte die Leitung der Stabsstelle Krebsprävention vier Jahre später nieder, als sie auf einen Lehrstuhl an der Universität zu Köln berufen wurde. Seitdem hat Katrin Schaller die kommissarische Leitung inne.
Mons wurde im Jahr 2017 von der Medizinischen Fakultät der Universität Heidelberg in den Fächern Epidemiologie und Public Health habilitiert und im Juli 2020 von der Universität zu Köln zur Universitätsprofessorin für Kardiovaskuläre Epidemiologie des Alterns ernannt. Es handelt sich hierbei um eine Stiftungsprofessur der Kerpener Marga und Walter Boll Stiftung.

## Forschung
Mons nutzt epidemiologische Methoden, um Fragestellungen im Kontext der Alternsforschung zu untersuchen. Hierbei geht es ihr um Mechanismen der Entstehung und Ausprägung von Herz-Kreislauferkrankungen und um Grundlagen zur Entwicklung von Strategien zu deren Behandlung und Prävention. Mons will hierfür eine Kohortenstudie einrichten, also eine Studie auf Basis einer Gruppe von regelmäßig und wiederholt untersuchten Personen, die sich aus dem Patientenstamm des Herzzentrums rekrutiert. Mons geht davon aus, dass die Identifikation von Risikofaktoren und die Definition von Kenn- und Anzeichen von Risiken für das Auftreten von Schädigungen und Erkrankungen der Gefäße deren Prävention erleichtert. Dies ist ihrer Ansicht nach zudem Grundlage für das bessere Verständnis von Folgeerkrankungen und ermöglicht die Entwicklung und Verbesserung entsprechender präventiver und versorgungsorientierter Ansätze sowie deren zielgerichteten Einsatz.
Ein wesentlicher Schwerpunkt von Mons' Forschung ist der Tabakkonsum, die Bedeutung von damit zusammenhängenden Suchtverhalten, sowie die daraus resultierenden Zivilisationskrankheiten und Möglichkeiten zu deren Prävention. Seit 2021 ist Mons in eine interdisziplinäre Studie mit Unterstützung der Deutschen Forschungsgemeinschaft eingebunden. Die fachübergreifende Untersuchung bindet das Zentralinstitut für Seelische Gesundheit der Medizinischen Fakultät Mannheim und das Institut für Public Health des Universitätsklinikums Mannheim mit ein.

## Positionen
Mons setzt sich seit Studienzeiten für den Nichtraucherschutz ein. Mit der Übernahme der Leitung der Stabsstelle Krebsprävention am Deutschen Krebsforschungszentrum fasste sie dann auch verstärkt entsprechende Risikofaktoren abseits des Tabakkonsums ins Auge. Sie sieht Chancen für die Krebsprävention bei lebensstilbezogenen Risiken wie Alkoholkonsum, körperlicher Aktivität oder Ernährungsgewohnheiten. Ihrer Einschätzung nach könnte das Krebsrisiko um mehr als 40 % gesenkt werden, wenn diesen Faktoren effizient begegnet wird. Ihr besonderes Anliegen in diesem Zusammenhang ist, wissenschaftliche Erkenntnisse aus den Studienzentren und Instituten in die Öffentlichkeit zu tragen und hierbei als Epidemiologin vermittelnd tätig zu sein, beispielsweise hinsichtlich der Aussagekraft von Studien.

## Auszeichnungen
Im Jahr 2012 erhielt Mons einen Stephan-Weiland-Preis der Deutschen Gesellschaft für Epidemiologie. Im Jahr 2017 wurde sie bei der Europäischen Tabakkontrollkonferenz für ihre wissenschaftlichen und gesundheitspolitischen Leistungen mit einem der von der Association of the European Cancer Leagues (ECL) gestifteten Young Professional Awards ausgezeichnet.

## Publikationen (Auswahl)

### Bücher
- mit Katrin Schaller, Sarah Kahnert, Laura Graen und Nobila Ouédraogo: Tabakatlas Deutschland 2020, herausgegeben vom Deutschen Krebsforschungszentrum, Pabst Science Publishers, Heidelberg 2020, ISBN 978 3 95853 638 8

### Übersichtsarbeiten
- mit Katrin Schaller und Sarah Kahnert: E-Zigaretten und Tabakerhitzer – ein Überblick, Deutsches Krebsforschungszentrum, Heidelberg 2020

### Fachartikel
- Krebs durch Rauchen und hohen Alkoholkonsum – Schätzung der attributablen Krebslast in Deutschland, Deutsches Ärzteblatt 115; 571-577, 2018
- Impact of smoking and smoking cessation on cardiovascular events and mortality among older adults: meta-analysis of individual participant data from prospective cohort studies of the CHANCES consortium, BMJ 350; h1551, 2015
- A reverse J-shaped association of leisure time physical activity with prognosis in patients with stable coronary heart disease: evidence from a large cohort with repeated measurements, Heart 100(13); 1043-1049, 2014
- Impact of national smoke-free legislation on home smoking bans: findings from the International Tobacco Control Policy Evaluation Project Europe Surveys, Tobacco Control 22(e1); e2-e9, 2013